# 바니노-홀름스크 철도연락선

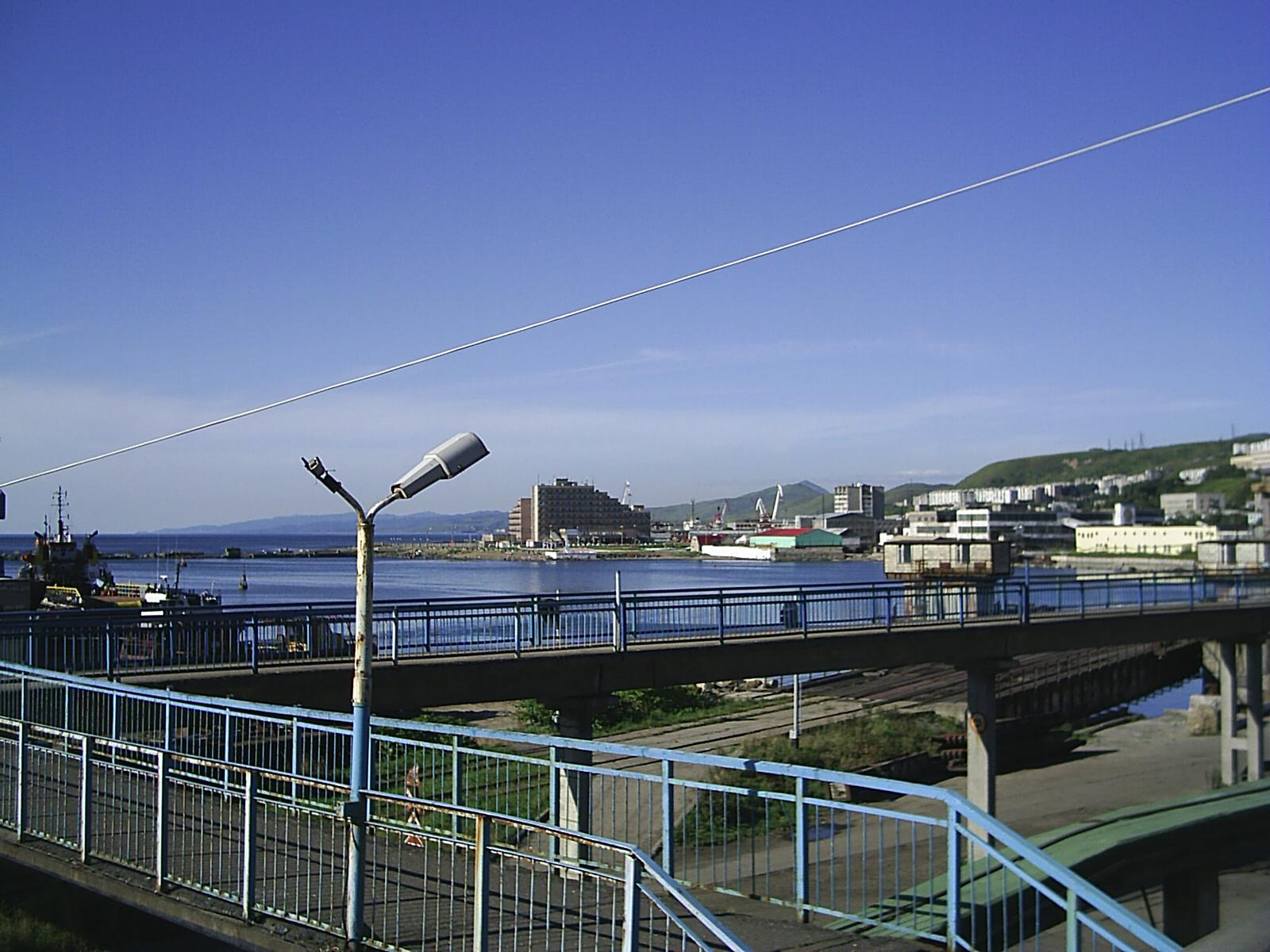
홀름스크 항

바니노-홀름스크 철도연락선(~鐵道連絡船, 러시아어: Паромная переправа Ванино — Холмск)는 러시아에서 운항되는 여객·화물 겸용 철도연락선이다. 타타르 해협을 통해 하바롭스크 지방의 바니노와 사할린주 홀름스크(마오카, 真岡) 사이의 260km를 맺는다.

## 역사
스탈린 시대의 1950년에 사할린 터널의 건설이 시작되었다. 그러나 1953년 스탈린 사후 곧 건설은 중단되었다. 그 후에도 철도 연락선의 구상 자체가 사라지는 것이 아니라 1962년 4월에는 유즈노사할린스크에서 극동 지역의 생산력 향상에 관한 회의가 개최되어 다시 의제에 올랐다. 1964년 9월 3일에는 소련 공산당 중앙위원회에서 '사할린 주에서 생산성 향상을 촉진하는 전략 "이 승인되어 그 속에 바니노 - 홀름스크간의 철도연락선 개설이 담겨 있었다.
홀름 스크 항구의 부두는 252m 길이로 건설되며, 15 헥타르의 바다가 매립되었다. 홀름 스크 항구의 육상 시설 및 해상 시설의 건설은 4년의 세월이 걸렸습니다.
1973년 4월 12일에는 증기 쇄빙선 '사할린 1호'가 발트해에서 자력 회송되어 동년 6월 27일 바니노 - 홀름스크간의 철도연락선이 취항했다.
철도연락선의 취항은 사할린주, 그리고 극동 전체의 교통 · 경제 발전을 새로운 단계로 진행했다. 1980년대까지는 8 척 체제로 운항했다.
페레스트로이카와 소련의 붕괴에 따른 1990년대의 경제 위기는 페리의 운항에 영향을주고 물류도 불안정했다. 배송 지연 및 요금 미납 운휴 등이 문제가 되었다.

## 최근 동향
현재는 SASCO 사에 의해 사할린 7호 - 10호 4척 체제로 운항되고있다. 어떤 선박도 28 량의 철도 차량와 37량의 트랙을 한 번에 운반 가능하다. 게다가 위험물을 운송하는 10호 이외는 100 명의 승객을 수용 가능하다. 여객 수송은 8 호와 9 호에서 이루어지고있다. 평균 소요 시간은 평상시 : 11 - 12시간, 악천후시 : 16 - 18시간이지만, 실제로는 21시간이 걸릴 수있다.
선박에 직접 철도 차량을 실을 수있는 것에서 러시아 철도 네트워크의 일부를 형성하고있다. 이에 따라 항만에서화물의 취급의 수고를 감소시켜 시간 단축 및 수송량 증가, 안전성 확보에 기여하고있다. 사할린의 철도 궤간이 1067mm이며 러시아 본토와는 다르다. 따라서 궤간 변경은 홀름스크 항구에서 실행하는. 주목할만한 사건으로 바니노-홀름스크 철도연락선은 여객 자가용 수송은 이루어지고 있지 않기 때문에주의가 필요하다.
연간 330만 톤의화물을 수송하는 수송 능력이 있고 2009년 수송량은 140만톤이었다. 본토에서 사할린으로는 일 용품이나 여객을 반대로 사할린에서 본토에 물고기 제품, 펄프 다른 공업 제품 등을 수송하고있다.
선박의 노후화 (가장 새로운 '사할린 10호'는 1992년 제조)에 의해 사할린 선박 회사는 운송 마감 시간 준수 및 교통 환경의 현대화를위한 투자 조사를 실시했다. 38대의 자동차를 수용할 수 있는 두 층의 제 2세대의 선박을 건조한다는 내용이다. 출범과 접안 시간은 도로 상황 및 기후 조건에 의해 결정된다. 따라서 도로 사정이 나쁜 경우에는 여객의 사정에 관계없이 여객 수송도 중단 될 수 있음.

## 참조
1. ↑  [“Технические характеристики паромов типа «Сахалин»”. 2020년 8월 8일에 원본 문서에서 보존된 문서. 2018년 10월 16일에 확인함. Технические характеристики паромов типа «Сахалин»}}]
2. ↑  [{{웹 인용 |url=http://www.sasco.ru/Vanino-Kholmsk-i37 |제목=Линия «Ванино — Холмск» на сайте SASCO |확인날짜=2018-10-16 |archive-date=2012-02-27 |archive-url=https://web.archive.org/web/20120227200309/http://www.sasco.ru/Vanino-Kholmsk-i37  Линия «Ванино — Холмск» на сайте SASCO]

## 같이 보기
- 사할린 철도
- 바이칼-아무르 철도